# Oecetis lurida
Oecetis lurida är en nattsländeart som beskrevs av Kimmins in Mosely och Douglas E. Kimmins 1953. Oecetis lurida ingår i släktet Oecetis och familjen långhornssländor. Inga underarter finns listade i Catalogue of Life.